# Exerodonta sumichrasti
Exerodonta sumichrasti là một loài ếch thuộc họ Nhái bén.
Đây là loài đặc hữu của México.
Môi trường sống tự nhiên của chúng là rừng khô nhiệt đới hoặc cận nhiệt đới, vùng núi ẩm nhiệt đới hoặc cận nhiệt đới, và sông ngòi.
Chúng hiện đang bị đe dọa vì mất môi trường sống.